# オリエント・タイ航空
オリエント・タイ航空（オリエント・タイこうくう、タイ語：โอเรียนท์ ไทย แอร์ไลน์、英語:Orient Thai Airlines）は、タイの格安航空会社。2018年10月より全便の運航停止、その後破産した。

## 概要
国内線、国際線を格安運賃で運航していたほか、チャーター便も数多く運航していた。
格安航空会社であったものの、預け手荷物が15キログラムまで無料、座席指定の無料、機内でのスナック、ドリンクの無料サービスなど、他社との差別化を図っていた。
かつて国内線は、子会社のワン・トゥー・ゴー航空（One-Two-GO Airlines）が格安運賃で運航していた。
2017年9月に後述する安全問題が原因で一時運航停止状態になるものの、2017年12月から運航を再開した。しかし、2018年7月に全便が運航停止し、同時に経営再建を目指している。ホームページは2018年8月現在アクセスできない状態になっていたが、同9月再開した。
2020年10月26日、バンコク中央破産裁判所はオリエント・タイ航空に対し破産及び資金保全命令を出し、2021年1月5日に官報に公示した。

## 定期路線
2017年11月時点での就航地

### 国内線
タイ
- ドンムアン空港（バンコク） - プーケット国際空港（プーケット県）

### 国際線
中国
- スワンナプーム国際空港（バンコク） -  長沙黄花国際空港（長沙）
- スワンナプーム国際空港（バンコク） -  南昌昌北国際空港（南昌）
- スワンナプーム国際空港（バンコク） -  上海浦東国際空港（上海）

## 保有機材

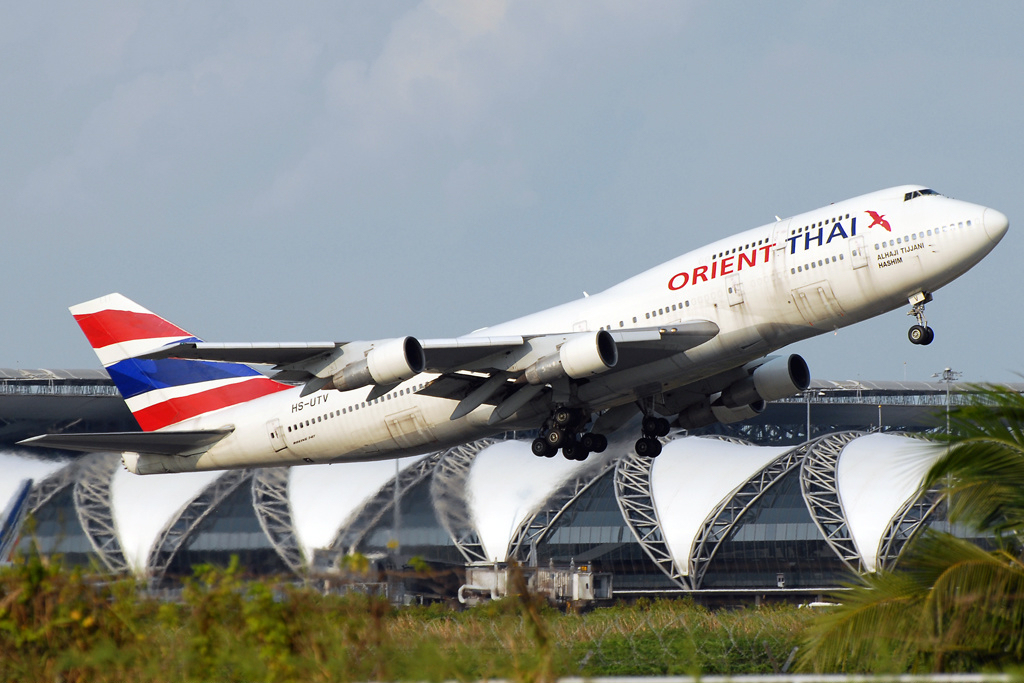
ボーイング747-300

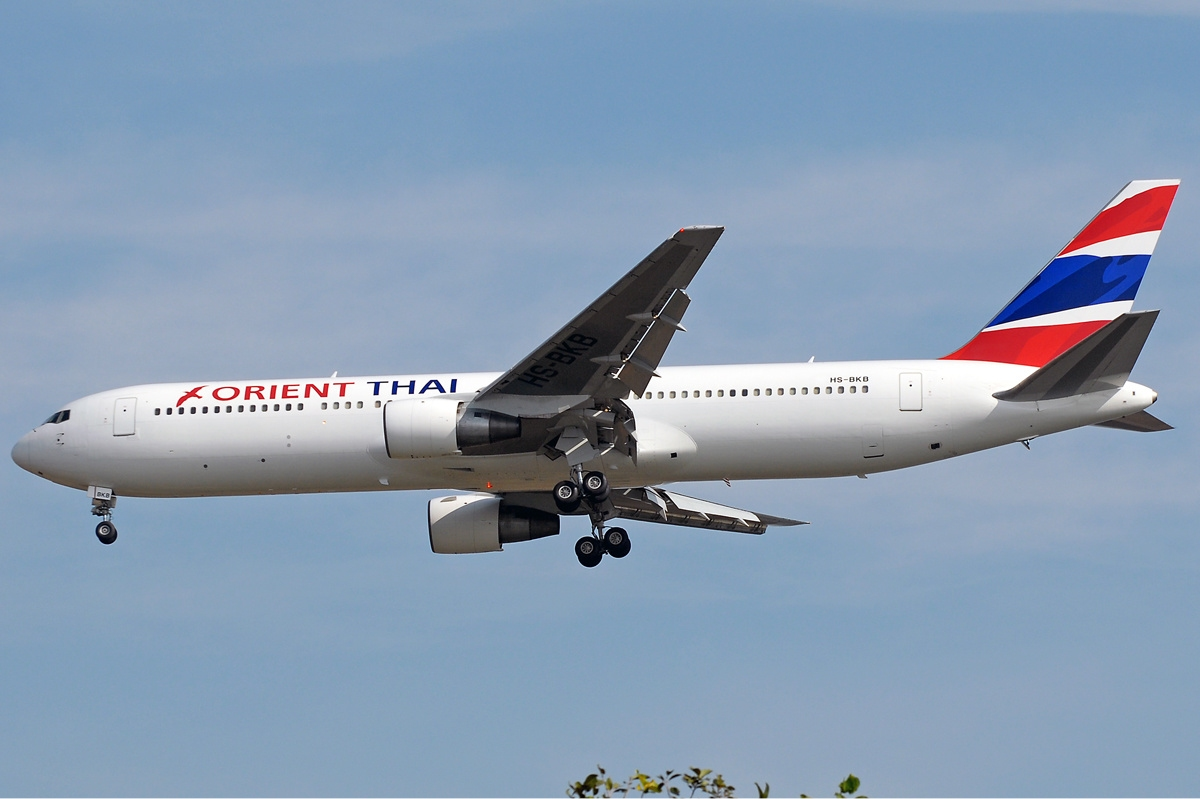
ボーイング767-300

- ボーイング737-300 4機
元中国国際航空の機体。
- ボーイング737-400 2機
元日本トランスオーシャン航空の機体。このうちHS-BRDは広州白雲国際空港で、もう一方のHS-BREはドンムアン空港で放置されている。
- ボーイング747-400 3機
元サウディアの機体。HS-STAはスワンナプーム国際空港で、HS-STBは台湾桃園国際空港で、HS-STCは香港国際空港で放置されている。
- ボーイング767-300 5機
元中国東方航空、日本航空の機体。（2018年7月現在[7]）

## 事故・安全問題
2004年9月19日深夜、羽田空港へ向けて着陸途中であったチャーター機が、通常の着陸進入ルートを外れ、亀戸駅付近まで直進後、東京タワーに約200メートルまで接近するという異常事態が起きた。
2007年9月16日、プーケット国際空港で、269便（MD82）が着陸に失敗する航空事故を起こした。
詳細はワン・トゥー・ゴー航空269便着陸失敗事故を参照。
2008年7月21日に、同社のウェブサイトにて、全便の運航を同年9月15日まで停止すると発表した。同日、タイの民間航空局が安全基準を満たしていないことを理由に、7月22日から30日間、運航停止を命じた。乗務員の訓練など、更なる運航上の問題が発生し、更に30日間の運航停止が命じられた。問題が解決されない場合は、運航免許を剥奪される見通しもあった。。運航再開に向けて管理体制を改善しているが、2008年10月現在でも運航できない状態であった。2008年12月5日から一部路線で運航を再開した。
2009年4月8日に欧州委員会（EU）から上記の安全運航問題によりEU乗り入れ禁止航空会社に指定され、EU圏内への乗り入れが禁じられた。2009年7月、この指定リストから外された。
2011年3月、ピッサヌローク空港に駐機していた(ただし使っていたかは不明)ボーイング747型機から部品、エンジンを取り外し転売したとされ、脱税容疑で警察が調査していることが明らかとなった。
2013年7月、チャーター便としていたボーイング737-300型機が、エンジンの故障で緊急着陸した際にタイヤ2本が破裂する事故が起こった。
2015年3月27日、プーケット発成都行きのOX682便（ボーイング737-300型機）が飛行中に急降下し、昆明に緊急着陸した。

## ワン・トゥー・ゴー航空

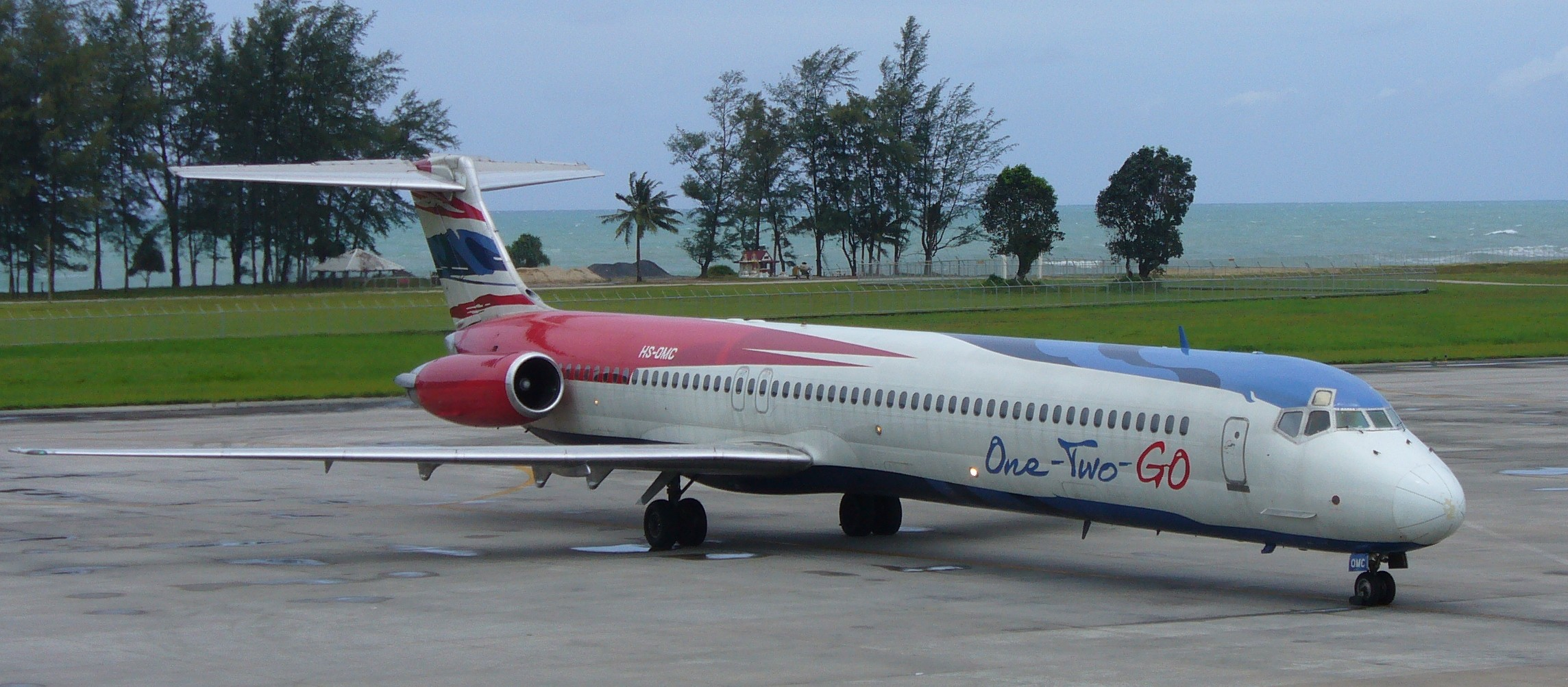
ワン・トゥー・ゴー航空のMD-82型機

ワン・トゥー・ゴー航空（One-Two-GO Airlines）はかつてタイの国内線を運航する格安航空会社であった。オリエント・タイ航空が出資して設立された。全路線において、オリエント・タイ航空とのコードシェアを実施していた。2010年6月より、全便をオリエント・タイ航空として運航していた。